# May-Britt Öhman
May-Britt Öhman (* 1966) ist eine schwedische Technikwissenschaftlerin, Historikerin und Geschlechterforscherin. Zu ihren Forschungsbereichen gehören Wasserkraft, Sápmi und Geschlechterfragen.

## Leben und Wirken
May-Britt Öhman wuchs in Luleå auf. Von 1990 bis 1994 studierte sie an der Universität Uppsala Ideen- und Wissenschaftsgeschichte, Entwicklungsforschung, Religion, Arabisch und Politikwissenschaft. 1995 machte sie ihren Bachelorabschluss in Politikwissenschaft. May-Britt Öhman wurde 2007 an der Königlichen Technischen Hochschule in Technikgeschichte promoviert. In ihrer Dissertation Taming Exotic Beauties: Swedish Hydro Power Constructions in Tanzania in the Era of Development Assistance, 1960s – 1990s analysiert sie die schwedische Entwicklungshilfe zur Wasserkraft in Tansania aus einer postkolonialen feministischen technowissenschaftlichen Perspektive. Von 2008 bis 2018 arbeitete sie am Centrum för genusvetenskap („Zentrum für Geschlechterforschung“) der Universität Uppsala. May-Britt Öhman ist Gastforscherin an der Technischen Universität Luleå und seit 2018 am Centrum för mångvetenskaplig forskning om rasism („Zentrum für multidisziplinäre Forschung über Rassismus“) der Universität Uppsala tätig.
May-Britt Öhman forscht und schreibt zu Technikwissenschaft, Wasserkraft, Dammsicherheit, menschlicher Sicherheit, Bergbau, indigenen Fragen, Sápmi, Geschlecht, Rassismus, Kolonisation und Dekolonisation. Zu ihren Forschungsprojekten gehören Situated perspectives on hydropower exploitation in Sápmi: Swedish technological expansion in the 20th century and its impacts on indigenous peoples (2008–2010), DAMMED: Security, Risk and Resilience around Dams in Sub Arctica (2010–2012), Rivers, Resistance, Resilience: Sustainable futures in Sápmi and in other Indigenous Peoples’ territories (2012–2015) und Safe and Sustainable Energy Futures in Sápmi: Assumptions and Actions, Visions and Decisions (2017–2019). 2013 gründete sie eine feministische Technikwissenschafts-Forschungsgruppe mit besonderem Fokus auf indigenen und Sámi-Perspektiven. Zur Ermunterung samischer Forschung betreibt sie das Projekt „Freie Universität Sámiland“.
Sie ist Lule- und Waldsamin und seit 2009 in der samischen Gesellschaft aktiv. May-Britt Öhman ist Gründungsmitglied der aus einem 2009 begonnenen Netzwerk hervorgegangenen Vereinigung UPPSAM – föreningen för samiskrelaterad forskning i Uppsala („UPPSAM – Vereinigung für Forschung mit samischem Bezug in Uppsala“). Seit 2011 ist sie Aufsichtsratsmitglied des samischen Kulturvereins Silbonah Sámesijdda. Von 2011 bis 2015 war sie Aufsichtsratsmitglied im Svenska Samernas Riksförbund („Reichsverband der schwedischen Sámi“). Seit 2016 ist sie Aufsichtsratsmitglied in Sveriges genusforskarförbund („Schwedens Geschlechterforscherverbund“). Außerdem ist sie Mitglied der Antirassistischen Akademie (Antirasistiska Akademin), der Native American and Indigenous Studies Association und der Society for Social Studies of Science.

## Publikationen (Auswahl)
- Taming Exotic Beauties: Swedish Hydro Power Constructions in Tanzania in the Era of Development Assistance, 1960s - 1990s. Königliche Technische Hochschule, Stockholm 2007, ISBN 978-91-7178-686-9 (englisch, 340 S., PDF im DiVA-Portal [abgerufen am 24. Oktober 2020] Dissertation).
- Being May-Britt Öhman: Or, Reflections on my own Colonized Mind Regarding Hydropower Constructions in Sápmi. In: Pirjo Elovaara, Johanna Sefyrin, May-Britt Öhman und Christina Björkman (Hrsg.): Travelling Thoughtfulness – feminist technoscience stories. Umeå 2010, ISBN 978-91-7459-094-4, S. 269–292 (englisch, PDF im DiVA-Portal [abgerufen am 24. Oktober 2020]).
- ‘Sweden Helps’: Efforts to Formulate the White Man’s Burden for the Wealthy and Modern Swede. In: Kult 7 – Special Issue. Nordic Colonial Mind. Band 7. Roskilde Universitetsforlag, Roskilde 2010, S. 122–142 (englisch, PDF im DiVA-Portal [abgerufen am 24. Oktober 2020]).
- Håkan Tunón, Märit Frändén, Carl-Gösta Ojala und May-Britt Öhman (Hrsg.): Uppsala mitt i Sápmi. Rapport från ett symposium arrangerat av Föreningen för samisk-relaterad forskning i Uppsala, Upplandsmuseet 4-5 maj 2011. Uppsala 2012, ISBN 978-91-89232-67-9 (schwedisch, PDF [abgerufen am 24. Oktober 2020]).
- Johan Gärdebo, May-Britt Öhman und Hiroshi Maruyama (Hrsg.): Re:Mindings. Co-Constituting Indigenous / Academic / Artistic Knowledges. 2014, ISBN 978-91-86531-10-2 (englisch, PDF auf Academia.edu [abgerufen am 24. Oktober 2020]).
- Embodied Vulnerability in Large-Scale Technical Systems: Vulnerable Dam Bodies, Water Bodies, and Human Bodies. In: Lisa Folkmarson Käll (Hrsg.): Bodies, Boundaries and Vulnerabilities: Interrogating Social, Cultural and Political Aspects of Embodiment. Springer, 2016, S. 47–79, doi:10.1007/978-3-319-22494-7_4 (englisch).
- May-Britt Öhman, Cecilia Hedlund und Gunilla Larsson (Hrsg.): Uppsala mitt i Sápmi – Sábme – Saepmie. II, En supradisciplinär antologi härrörande från Uppsams vårsymposium, Uppsala universitet, 28–29 april 2014. 2017, ISBN 978-91-88559-28-9 (schwedisch, 166 S., PDF im DiVA-Portal [abgerufen am 24. Oktober 2020]).